# Cause célèbre
Cause célèbre, franska ett märkligt fall, kallar man en osannolik eller oväntad situation, som präglas av motstridande eller skandalartade detaljer. Det kan vara en engångsföreteelse som är så speciell, att den fått viss ryktbarhet, något som väckt allmänt uppseende, "dagens händelse", blivit bevingat ord. Uttrycket kan förekomma i rättegångssammanhang, där exempelvis ett vittnesmål kommit fallet att ta en överraskande vändning.
Ett inträffat cause célèbre ger ofta löpsedelsrubriker.

## Etymologi
Célèbre, eller försvenskat till celeber, kan härledas från latin celeber = namnkunnig.